# R-DIMM
R-DIMM è l'acronimo di Registered DIMM, e indica i moduli di memoria registered, noti anche come buffered (letteralmente munita di tampone), che dispongono di un registro interposto tra i moduli SDRAM e il controllore della memoria della macchina. Lo scopo di tale registro è quello di ridurre il carico elettrico sul controllore della memoria e consentono a un singolo sistema con più moduli di memoria di restare stabile più di quanto non sarebbe altrimenti. 
Il modulo R-DIMM è sensibilmente più costoso del corrispondente DIMM in quanto è dotato di componenti hardware aggiuntivi. Per tale ragione i moduli R-DIMM si trovano di solito solo nelle applicazioni in cui le esigenze di scalabilità e di stabilità (server, per esempio) sono superiori a quelle di mantenere basso il costo hardware.
Sebbene la maggior parte dei moduli di memoria ECC di classe server siano di questo tipo, ne esistono anche non-ECC.
L'uso di memoria registered determina, ceteris paribus, un degrado della prestazioni. Infatti, ogni ciclo di lettura o di scrittura è registrato tra il bus e la memoria DRAM. Consegue che può dirsi che la R-DRAM può essere considerata più lenta di un ciclo di clock dell'equivalente DRAM.
Hanno un buffer dove memorizzare l'indirizzo, aspettando di riceverne il resto al ciclo di clock successivo prima di rilasciare o scrivere i dati. Ciò permette di avere indirizzi più lunghi e quindi di poter avere più RAM, ma ha l'inconveniente di essere più lenta rispetto alle U-DIMM. Questo tipo di memoria in genere è usata sui server.
La memoria R-DIMM non va confusa con la memoria ECC, benché la maggior parte delle memorie R-DIMM usi anche la tecnologia ECC.